# Leucaena magnifica
Leucaena magnifica es una especie de leguminosa de la familia Fabaceae. Es un árbol nativo de Guatemala, y  posiblemente El Salvador.